# Jacques Tempereau

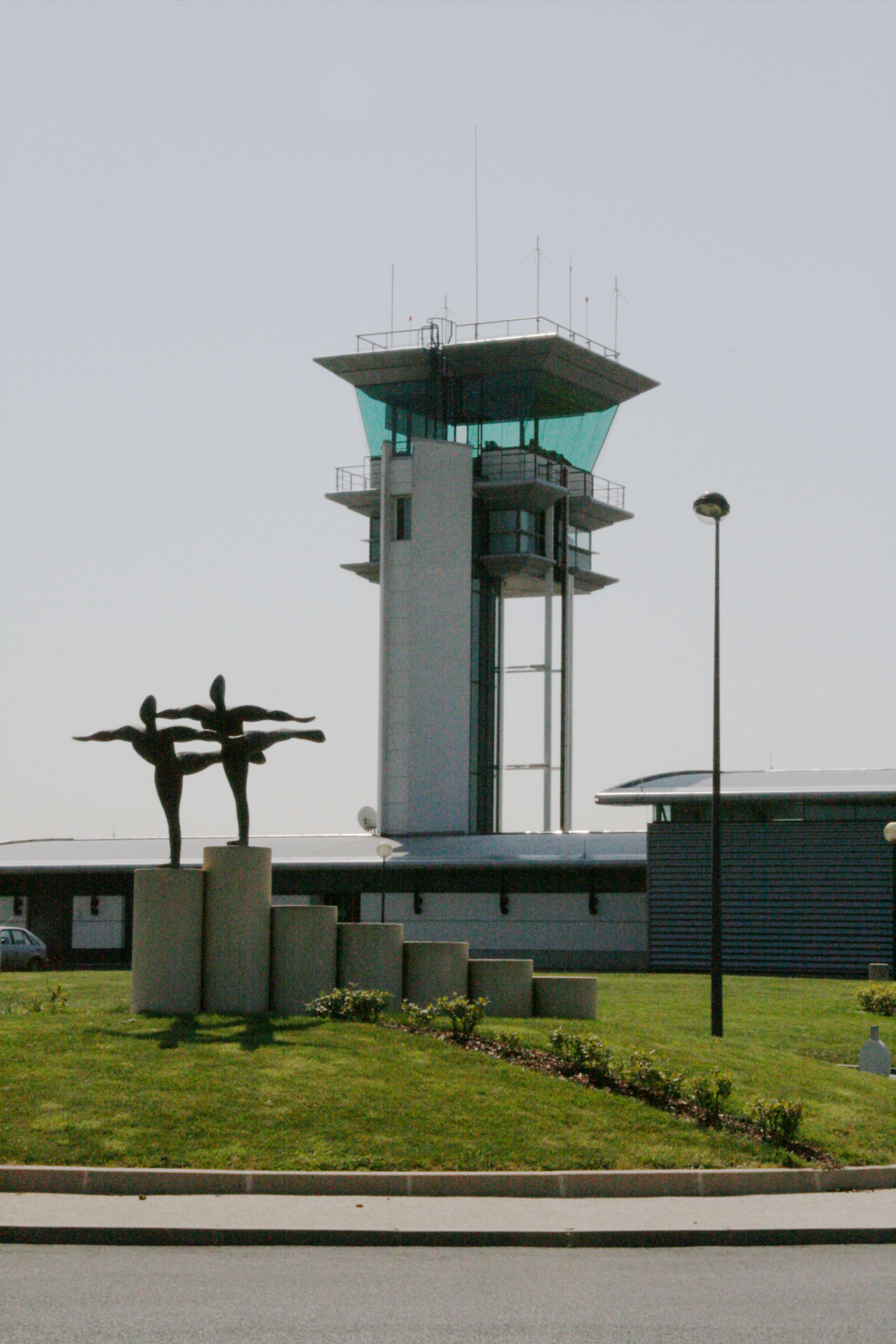
Estatua monumental de Jacques Tempereau
en el acceso al Aeropuerto de Angers-Loire.

Jacques Tempereau fue un escultor francés, nacido en Saumur en 1945 y fallecido en Angers en 2006. 

## Datos biográficos
Nacido en el seno de una familia de horticultores, Jacques Tempereau pasó su infancia en Vihiers en Maine-et-Loire. Estudió en Cholet donde destacó por su habilidad para el dibujo.
Prosiguió su formación en la Escuela nacional superior de horticultura (fr) de Angers. También hizo una pasantía en paisajismo, donde desarrolló su talento diseñador geáfico.
En 1970, creó, en Cholet, su negocio de paisajismo y de creación de jardines y acondicionamiento de parques.
En 1985, inventó y patentó el baño de asiento "Daphne", que permanece en venta.
A partir de 1990, estuvo vinculado con el Arte Figurativo a través de la pintura y la escultura y obtuvo muchos primeros premios en escultura en diversas regiones de Francia. Participó en los cursos de dibujo de la Escuela Regional de Bellas Artes de Angers , así como de la Escuela Regional de Bellas Artes de Nantes.
Jacques Tempereau realizó algunas pinturas, estatuilas, así como estatuas monumentales,algunas fundiciones en bronce o moldeados de resina, a partir de encargos de las localidades de Angers, Cholet, y también para el Aeropuerto de Angers-Loire.
Participó en diversas manifestaciones artísticas en Francia y también en París donde expuso algunas de sus obras, en el Salón de París, en el Salon d'automne así como en el Salon Comparaisons.
Falleció el 22 de noviembre de 2006 en Angers.
Entre julio y agosto de 2008, una "exposition-rétrospective Jacques Tempereau" fue organizada en Trélazé, antiguas caballerizas de las pizarras, durante el Festival de Verano de Trélazé (fr).